# ブレンダン・ラウネーン
ブレンダン・ラウネーン（Brendan Loughnane、1989年12月5日 - ）は、イングランドの男性総合格闘家。グレーター・マンチェスター・マンチェスター出身。マンチェスター・プレデターズ/タイガームエタイ所属。PFLフェザー級トーナメント2022王者。

## 来歴
幼少期からサッカーに勤しみ、ストックポート・カウンティFCのユースチームでプレーした。また、当時近所にジェシー・リンガードが住んでおり、リンガードの家へサッカーをプレーしに行っていた。その後、隣人の紹介で総合格闘技を始めるとすぐに夢中となり、わずか3カ月のトレーニングの後、18歳でアマチュア総合格闘技デビューした。2010年にプロ総合格闘技デビュー。

### UFC
2012年12月15日、UFC初参戦となったUFC on FX 6でマイク・ウィルキンソンと対戦し、0-3の判定負け。この1試合でUFCからリリースされた。

### UFCリリース後
2015年9月19日、BAMMA 22のBAMMA世界フェザー級タイトルマッチで王者トム・デュケノイに挑戦し、1-2の判定負け。王座獲得に失敗したが、試合後に判定は物議を醸した。
2017年3月11日、ACB 54でマイク・ウィルキンソンと再戦し、左膝蹴りで1RKO勝ち。リベンジに成功した。
2019年6月18日、Dana White's Contender Series 17でビル・アルジオと対戦し、3-0の判定勝ちを収めたが、UFCとの再契約を逃した。

### PFL
2021年4月23日、PFL 1でシェイモン・モラエスと対戦し、右ストレートで1RKO勝ちを収め6ポイントを獲得。6月10日、PFL 4でタイラー・ダイヤモンドと対戦し、2-0の判定勝ちを収め3ポイントを獲得し、合計9ポイントでプレーオフ進出を果たした。
2021年8月27日、PFL 9のフェザー級トーナメント準決勝でモフリド・ハイブラエフと対戦し、1-2の判定負け。
2022年4月21日、PFL 2で工藤諒司と対戦し、3-0の負傷判定勝ちを収め3ポイントを獲得。6月24日、PFL 5でエイゴ・ハスキッチと対戦し、3-0の判定勝ちを収め3ポイントを獲得し、合計6ポイントでプレーオフ進出を果たした。
2022年8月20日、PFL 9のフェザー級トーナメント準決勝でクリス・ウェイドと対戦し、3-0の判定勝ち。11月25日、PFL 10のトーナメント決勝でババ・ジェンキンスと対戦し、右ストレートでダウンを奪いパウンドで4RTKO勝ちを収め優勝を果たし、優勝賞金100万ドルを獲得した。
2023年4月1日、PFL 1でマルロン・モラエスと対戦し、右ローキックで2RTKO勝ちを収め5ポイントを獲得。6月8日、PFL 4でヘスス・ピネドと対戦。試合前は圧倒的有利と目されていたが、左膝蹴りでダウンを奪われパウンドで1RKO負け。

## 戦績
| 総合格闘技 戦績 | 総合格闘技 戦績 | 総合格闘技 戦績 | 総合格闘技 戦績 | 総合格闘技 戦績 | 総合格闘技 戦績 | 総合格闘技 戦績 |
| --------------- | --------------- | --------------- | --------------- | --------------- | --------------- | --------------- |
| 36 試合         | (T)KO           | 一本            | 判定            | その他          | 引き分け        | 無効試合        |
| 30 勝           | 17              | 1               | 12              | 0               | 0               | 0               |
| 6 敗            | 1               | 0               | 5               | 0               | 0               | 0               |

| 勝敗 | 対戦相手                 | 試合結果                             | 大会名                                                             | 開催年月日     |
| ×    | ティムール・ヒズリエフ   | 5分5R終了 判定0-3                    | PFL 10 【2024年PFLフェザー級トーナメント決勝】                     | 2024年11月29日 |
| ○    | カイ・カマカ3世          | 5分3R終了 判定2-1                    | PFL 9 【2024年PFLフェザー級トーナメント準決勝】                    | 2024年8月23日  |
| ○    | ジャスティン・ゴンザレス | 2R 3:34 TKO（ドクターストップ）      | PFL 6 【2024年PFLフェザー級トーナメント・レギュラーシーズン2回戦】 | 2024年6月28日  |
| ○    | ペドロ・カルヴァーリョ   | 1R 1:26 TKO（右ストレート→パウンド） | PFL 3 【2024年PFLフェザー級トーナメント・レギュラーシーズン1回戦】 | 2024年4月19日  |
| ×    | ヘスス・ピネド           | 1R 1:34 KO（左膝蹴り→パウンド）      | PFL 4 【2023年PFLフェザー級トーナメント・レギュラーシーズン2回戦】 | 2023年6月8日   |
| ○    | マルロン・モラエス       | 2R 1:11 TKO（右ローキック）          | PFL 1 【2023年PFLフェザー級トーナメント・レギュラーシーズン1回戦】 | 2023年4月1日   |
| ○    | ババ・ジェンキンス       | 4R 2:38 TKO（右ストレート→パウンド） | PFL 10 【2022年PFLフェザー級トーナメント決勝】                     | 2022年11月25日 |
| ○    | クリス・ウェイド         | 5分3R終了 判定3-0                    | PFL 9 【2022年PFLフェザー級トーナメント準決勝】                    | 2022年8月20日  |
| ○    | エイゴ・ハスキッチ       | 5分3R終了 判定3-0                    | PFL 5 【2022年PFLフェザー級トーナメント・レギュラーシーズン2回戦】 | 2022年6月24日  |
| ○    | 工藤諒司                 | 3R 3:00 負傷判定3-0                  | PFL 2 【2022年PFLフェザー級トーナメント・レギュラーシーズン1回戦】 | 2022年4月21日  |
| ×    | モフリド・ハイブラエフ   | 5分3R終了 判定1-2                    | PFL 9 【2021年PFLフェザー級トーナメント準決勝】                    | 2021年8月27日  |
| ○    | タイラー・ダイヤモンド   | 5分3R終了 判定2-0                    | PFL 4 【2021年PFLフェザー級トーナメント・レギュラーシーズン2回戦】 | 2021年6月10日  |
| ○    | シェイモン・モラエス     | 1R 2:55 KO（右ストレート）           | PFL 1 【2021年PFLフェザー級トーナメント・レギュラーシーズン1回戦】 | 2021年4月23日  |
| ○    | デビッド・バレンチ       | 5分3R終了 判定3-0                    | PFL 10                                                             | 2019年12月31日 |
| ○    | マット・ウェイギー       | 5分3R終了 判定3-0                    | PFL 7                                                              | 2019年10月11日 |
| ○    | ビル・アルジオ           | 5分3R終了 判定3-0                    | Dana White's Contender Series 17                                   | 2019年6月18日  |
| ○    | アモーリー・ジュニア     | 2R 0:44 KO（右ローキック）           | Celtic Gladiator 22 【CGフェザー級暫定王座決定戦】                 | 2018年11月30日 |
| ○    | パータ・ツァペリア       | 3R 3:40 KO（ハイキック）             | ACB 75: Gadzhidaudov vs. Zieliński                                 | 2017年11月25日 |
| ×    | パット・ヒーリー         | 5分3R終了 判定1-2                    | ACB 65: Silva vs. Agnaev                                           | 2017年7月22日  |
| ○    | マイク・ウィルキンソン   | 1R 2:30 KO（左膝蹴り）               | ACB 54: Supersonic                                                 | 2017年3月11日  |
| ○    | ポール・クック           | 3R 3:16 TKO（パンチ連打）            | Tankō FC 2                                                         | 2016年12月3日  |
| ○    | エデン・ニュートン       | 2R 4:07 TKO（肘打ち連打）            | Tankō FC 1                                                         | 2016年8月13日  |
| ○    | デビッド・リー           | 1R 1:31 KO（パンチ連打）             | Full Contact Contender 15                                          | 2016年3月5日   |
| ×    | トム・デュケノイ         | 5分3R終了 判定1-2                    | BAMMA 22 【BAMMA世界フェザー級タイトルマッチ】                     | 2015年9月19日  |
| ○    | スティーブ・ポリフォンテ | 5分3R終了 判定3-0                    | BAMMA 19                                                           | 2015年3月28日  |
| ○    | フロリアン・ルーシュー   | 1R 4:48 TKO（パンチ連打）            | BAMMA 17                                                           | 2014年12月6日  |
| ○    | アリ・マクリーン         | 1R 1:37 TKO（パウンド）              | Full Contact Contender 11 【FCCライト級タイトルマッチ】            | 2014年10月18日 |
| ○    | ジェイソン・クーレッジ   | 5分3R終了 判定3-0                    | Full Contact Contender 9 【FCCライト級タイトルマッチ】             | 2014年3月22日  |
| ○    | ティム・クロース         | 5分3R終了 判定3-0                    | Full Contact Contender 7 【FCCライト級タイトルマッチ】             | 2013年9月7日   |
| ×    | マイク・ウィルキンソン   | 5分3R終了 判定0-3                    | UFC on FX 6: Sotiropoulos vs. Pearson                              | 2012年12月25日 |
| ○    | ダニー・ウェルシュ       | 1R 1:36 リアネイキドチョーク         | UCC 11                                                             | 2012年4月27日  |
| ○    | ジョーダン・ミラー       | 5分3R終了 判定3-0                    | UFA 1                                                              | 2011年10月2日  |
| ○    | デイブ・ストラウトン     | 1R 0:51 TKO（ギブアップ）            | Cage Conflict 8                                                    | 2011年2月25日  |
| ○    | ショーン・ロウ           | 1R 1:01 TKO（コーナーストップ）      | UCC 3                                                              | 2010年9月17日  |
| ○    | マノス・スカウラス       | 1R TKO（パンチ連打）                 | Greece Regional Show                                               | 2010年7月3日   |
| ○    | ジョーダン・デスボロー   | 2R 1:18 TKO（パンチ連打）            | X-Treme Kombat 2                                                   | 2010年6月26日  |

## 獲得タイトル
- PFLフェザー級トーナメント優勝（2022年）
- FCCライト級王座（2013年）
- CGフェザー級暫定王座（2018年）